# Третий желудочек головного мозга

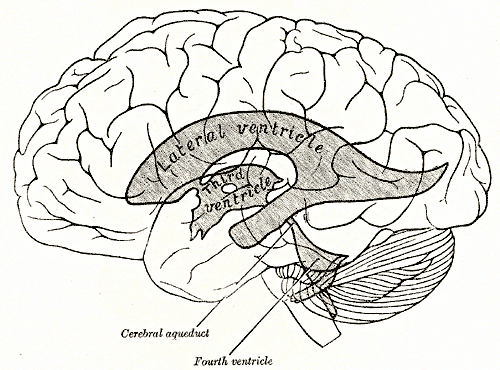
Проекция желудочков головного мозга на его поверхность

Третий желудочек головного мозга (лат. ventriculus tertius) — один из желудочков головного мозга, относящийся к промежуточному мозгу. Располагается на срединной линии между зрительными буграми. Соединяется с боковыми желудочками посредством монроевых отверстий, с четвёртым желудочком посредством водопровода мозга.

Третий желудочек изображен красным

## Анатомия
Третий желудочек заполнен спинномозговой жидкостью и выстлан изнутри эпендимой. У третьего желудочка различают шесть стенок.
Верхняя стенка (крыша) образована эпителиальной пластинкой и срастающейся с ней сосудистой покрышкой третьего желудочка. Сосудистая покрышка является продолжением мягкой мозговой оболочки и проникает в полость третьего желудочка в виде ворсинок, формирующих его сосудистое сплетение. В передних отделах третьего желудочка ворсинки, минуя монроевы отверстия, переходят в боковые желудочки, образуя сосудистые сплетения последних.
Боковые стенки третьего желудочка образованы внутренними поверхностями зрительных бугров, иногда соединённых между собой промежуточной массой, залегающей в глубине третьего желудочка.
Спереди третий желудочек ограничен столбами свода и поперечно расположенной белой передней спайкой. В нижних отделах желудочка его переднюю стенку формирует конечная серая пластинка, залегающая между расходящимися столбами свода.
Задняя стенка сформирована преимущественно белой задней спайкой, под которой располагается вход в водопровод мозга. В верхних отделах заднюю стенку образуют шишковидное углубление (лат. recessus pinealis) и спайка поводков (лат. commissura habenularum).
Нижняя стенка проецируется на основание мозга в области заднего продырявленного вещества, сосцевидных тел, серого бугра и перекреста зрительных нервов. В нижней стенке различают углубление воронки (вдающееся в серый бугор и воронку) и зрительное углубление (расположенное впереди хиазмы).

## Иллюстрации

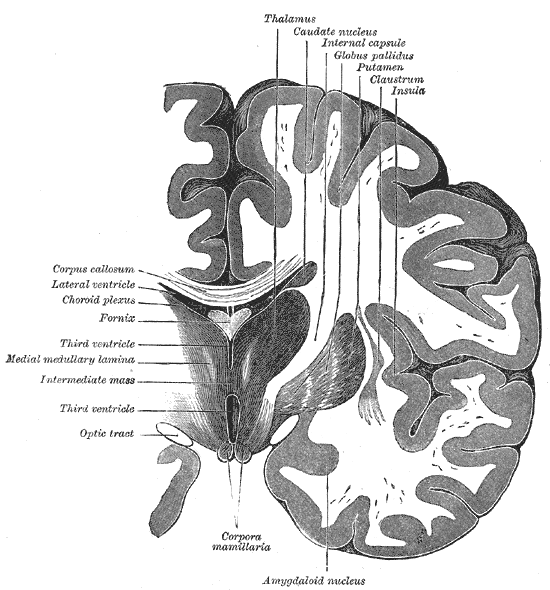
Корональный срез через боковые и третий желудочки.
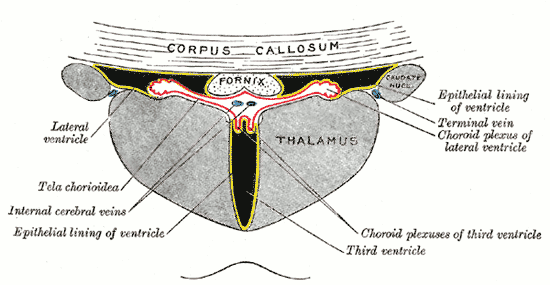
Корональный срез через боковые и третий желудочки.